# پل مک‌لین
پل مک‌لین (انگلیسی: Paul MacLean؛ زادهٔ ۹ مارس ۱۹۵۸) بازیکن سابق  و مربی هاکی روی یخ اهل کانادا است.